# Georges Vilain XIIII
Georges Karel Philip Marie Lodewijk Vilain XIIII (Brussel, 10 januari 1866 - La Charité-sur-Loire, 18 maart 1931) was een Belgisch politicus voor de Katholieke Partij.

## Biografie

### Familie
Burggraaf Georges Vilain XIIII stamde uit de burggraaffamilie Vilain XIIII. Hij was de zoon van Stanislas Vilain XIIII (1838-1926), burgemeester van Bazel, provincieraadslid van Oost-Vlaanderen en senator, en Marie-Thérèse de Kerchove de Denterghem (1838-1881). Zijn grootvaders waren Alfred Vilain XIIII (1810-1886), burgemeester van Rupelmonde en Bazel, provincieraadslid van Oost-Vlaanderen en senator, en Prosper de Kerchove de Denterghem (1813-1853), provincieraadslid van Oost-Vlaanderen en volksvertegenwoordiger.
Hij trouwde in 1893 in Beveren met gravin Marie de Brouchoven de Bergeyck (1872-1954), dochter van graaf Florimond de Brouchoven de Bergeyck, senator. Ze kregen zeven kinderen.

### Loopbaan
Vilain XIIII studeerde als landbouwingenieur aan de Katholieke Universiteit Leuven af. In 1896 richtte hij in Bazel, waar zijn vader burgemeester was, de stoommelkerij Samenwerkende Melkerij van Bazel op, die na de Eerste Wereldoorlog opgedoekt werd.
Hij werd politiek actief voor de katholieken en werd voor deze partij van 1921 tot 1931 in opvolging van zijn vader burgemeester van Bazel. Van 1914 tot 1925 zetelde hij tevens in de provincieraad van Oost-Vlaanderen. Van 1925 tot aan zijn dood in 1931 zetelde hij voor het arrondissement Dendermonde-Sint-Niklaas in de Senaat.